# قطعنامه ۱۳۲۹ شورای امنیت
قطعنامه ۱۳۲۹ شورای امنیت سازمان ملل متحد که در تاریخ ۳۰ نوامبر ۲۰۰۰ تصویب شد، سندی بین‌المللی دربارهٔ دادگاه جنایی بین‌المللی برای یوگسلاوی سابق و دادگاه جنایی بین‌المللی برای رواندا است. این قطعنامه طی نشست ۴۲۴۰ام با ۱۵ رای موافق، ۰ مخالف و ۰ ممتنع تصویب شد.